# Mykoła Bahacz
Mykoła Ołeksandrowycz Bahacz (ukr. Микола Олександрович Багач; ur. 24 czerwca 1993) – ukraiński lekkoatleta specjalizujący się w pchnięciu kulą.
Wicemistrz Ukrainy w pchnięciu kulą z 2014 z wynikiem 18,20 m i 2016 roku z wynikiem 17,91 m.
Jest trenowany przez swojego ojca Ołeksandra.
Rekordy życiowe:
- pchnięcie kulą – 19,19 m (Kijów, 21 maja 2019)
- pchnięcie kulą (hala) – 18,77 m (Kijów, 16 lutego 2019)